# 柳貝希夫區

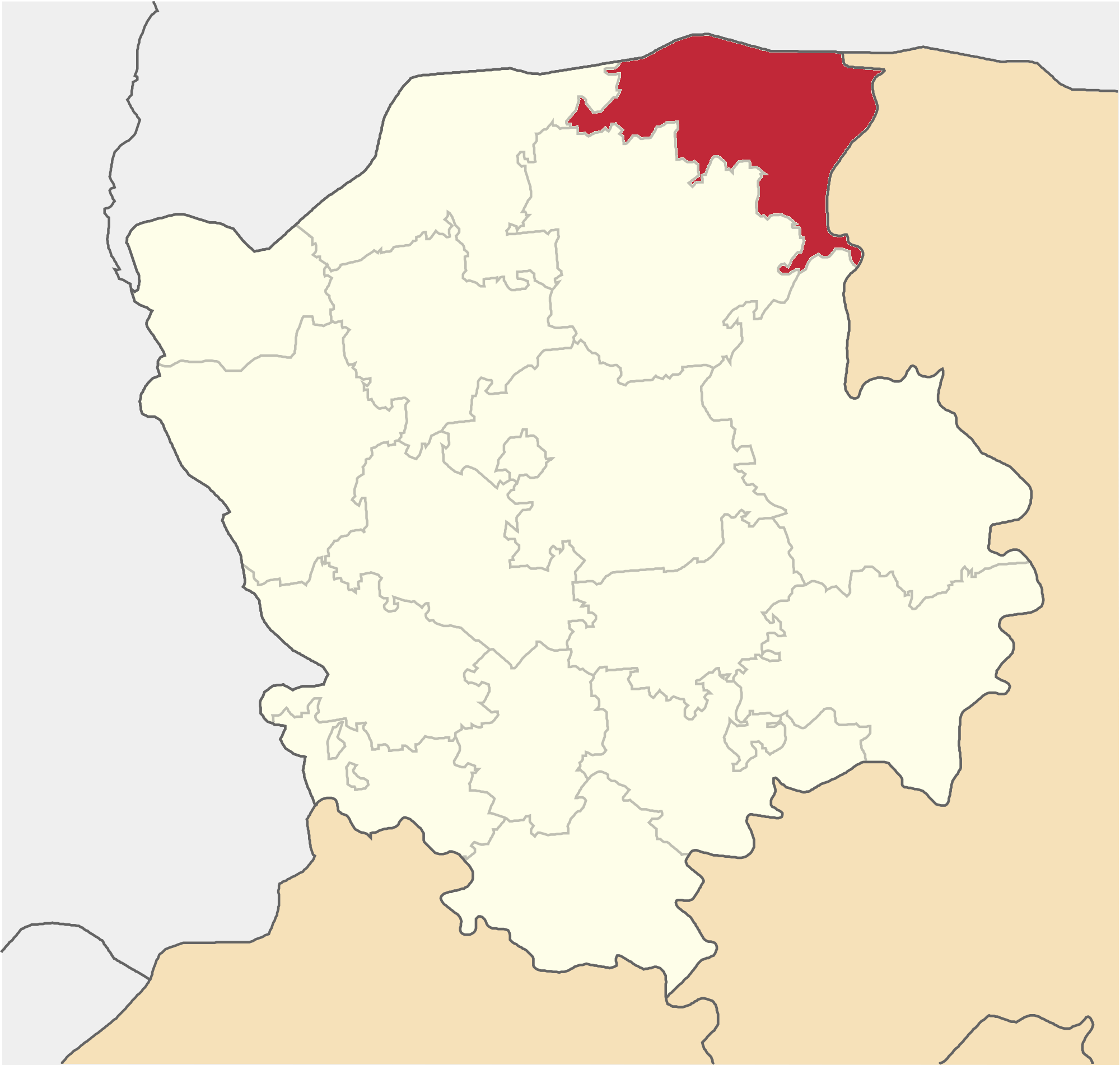
撤销前柳貝希夫區在沃倫州的位置

柳貝希夫區（羅馬化：Liubeshivskyi raion），是烏克蘭西部沃倫州的一個旧區，行政中心为柳貝希夫，面積1,450平方公里，2015年人口36,462，人口密度每平方公里24.7人。
该区在2020年7月18日的乌克兰行政区划改革中被撤销，改革后沃伦州下分为4个区，柳貝希夫區合并至卡明-卡希爾斯基區。